# Konrad Eubel
Konrad Eubel   (Sinning, 19 de gener de 1842 - Würzburg, 5 de febrer de 1923) (O.F.M.Conv.) fou un historiador franciscà alemany.
És conegut per la seva obra de referència, la Hierarchia Catholica Medii Aevi, sobre papes medievals, cardenals i bisbes. Va aparèixer en tres volums, a partir del 1898. Abasta el període 1198 a 1592, i és una versió més detallada de la sèrie Episcoporum Ecclesiae Catholicae de Pius Bonifacius Gams.
Sota el títol de Hierarchia Catholica Medii et Recentioris Aevi, el treball ha continuat i es troba ara en nou volums que abasten el període comprès entre el 1198 i el 1922.
- 1 - Ab anno 1198 usque ad annum 1431 perducta, per Conradum Eubel, Sumpt. et typis Librariae Regensbergianae, Monasterii 1913. - ISBN 978-88-7026-051-9
- 2 - Ab anno 1431 usque ad annum 1503, per Conradum Eubel, Sumpt. et typis Librariae Regensbergianae, Monasterii 1914. - ISBN 978-88-7026-052-6-

A partir del tercer volum, el títol general es va modificar lleugerament in Hierarchia catholica Medii et Recentioris aevi..., per indicar que l'ampliació temporal de l'obra s'ampliava: 
- 3 - Saeculum XVI ab anno 1503 complectens, quod cum Societatis Goerresianae subsidio inchoavit Guilelmusvan Gulik, absolvit Conradus Eubel, Sumpt. et typis Librariae Regensbergianae, Monasterii 1923. - ISBN 978-88-7026-053-3
- 4 - A pontificatu Clementis pp. VIII (1592) usque ad pontificatum Alexandri pp. VII (1667), per Patritium Gauchat, Sumpt. et typis Librariae Regensbergianae, Monasterii 1935. - ISBN 978-88-7026-054-0 -
- 5 - A pontificatu Clementis pp. IX (1667) usque ad pontificatum Benedicti pp. XIII (1730), per Remigium Ritzler et Pirminum Sefrin, Typis Librariae Il Messaggero di s. Antonio, Patavii 1952. - ISBN 978-88-7026-055-7 -
- 6 - A pontificatu Clementis pp. XII (1730) usque ad pontificatum Pii pp. VI (1799), per Remigium Ritzler et Pirminum Sefrin, Typis et sumpt. domus editorialis Il Messaggero di s. Antonio, Patavii 1958. - ISBN 978-88-7026-056-4 -
- 7 - A pontificatu Pii pp. VII (1800) usque ad pontificatum Gregorii pp. XVI (1846), per Remigium Ritzler et Pirminum Sefrin, Typis et sumpt. domus editorialis Il Messaggero di s. Antonio, Patavii 1968. - ISBN 978-88-7026-057-1
- 8 - A pontificatu Pii pp. IX (1846) usque ad pontificatum Leonis pp. XIII (1903), per Remigium Ritzler et Pirminum Sefrin, Typis et sumpt. domus editorialis Il Messaggero di s. Antonio, Patavii 1978. - ISBN 978-88-7026-264-3
- 9 - A pontificatu Pii pp. X (1903) usque ad pontificatum Benedicti pp. XV (1922), per Zenonem Pieta, Typis et sumpt. domus editorialis Il Messaggero di s. Antonio, Patavii 2002. - ISBN 978-88-250-1000-8